# マラーノ・マルケザート
マラーノ・マルケザート（イタリア語: Marano Marchesato）は、イタリア共和国カラブリア州コゼンツァ県にある、人口約3,500人の基礎自治体（コムーネ）。

## 地理

### 位置・広がり

#### 隣接コムーネ
隣接するコムーネは以下の通り。
- カストロリーベロ
- マラーノ・プリンチパート
- レンデ